# 디트로이트
디트로이트 시(영어: City of Detroit 시티 오브 디트로이트[*])는 미국 미시간주에서 가장 큰 도시이자 미시간주 남동단 웨인군의 중심 소재지이다. 디트로이트는 미국 동북부 지역 디트로이트강을 낀 주요 항구도시이며, 캐나다 남부 온타리오주 윈저의 북쪽에 위치한 유일한 미국의 주요 도시이다. 디트로이트는 1701년 7월 24일 프랑스인 앙투앤 드 라모트 카디약 (프랑스어: Antoine de Lamothe Cadillac)에 의해 건립되었다.
현재는 오대호의 수운과 철도의 요충지이다. 하항(河港)을 가지며 상공업의 중심지이다. 디트로이트는 세계의 전통적인 자동차 중심지로 유명하며 미국 자동차 산업의 환유 (換喩)로 일컬어질 뿐만 아니라, 대중음악의 주요 원천지로 "자동차 도시"와 "모타운"이란 두 개의 친근한 별명을 가진다. 다른 별명도 20세기에 등장하였는데, 1930년대 초기 개인 및 팀 스포츠의 성공으로 "우승자의 도시" 등이 있다. 자동차공업 이외에 비행기·선박의 엔진·화학약품공업 등이 있다.
2013년 기준으로 디트로이트의 인구는 681,090명으로, 미국에서 18번째로 인구가 많은 도시이다. 1950년대에는 인구가 180만 명 이상에 달했으나, 그 후로 계속 감소 추세이다. 사회양극화가 심하여 범죄율이 높은 것으로 악명이 높다. 음악가 에미넴, Akon 등의 고향인 이곳은 50만 명 이상이 거주하고 있는 미국 도시 중에서 가장 위험한 도시로 순위권에 오르기도 하였다.

## 주민
| 인구조사              | 인구      | Note  | %±     |
| --------------------- | --------- | ----- | ------ |
| 1820년                | 1,422     |       | —      |
| 1830년                | 2,222     |       | 56.3%  |
| 1840년                | 9,102     |       | 309.6% |
| 1850년                | 21,019    |       | 130.9% |
| 1860년                | 45,619    |       | 117.0% |
| 1870년                | 79,577    |       | 74.4%  |
| 1880년                | 116,340   |       | 46.2%  |
| 1890년                | 205,876   |       | 77.0%  |
| 1900년                | 285,704   |       | 38.8%  |
| 1910년                | 465,766   |       | 63.0%  |
| 1920년                | 993,678   |       | 113.3% |
| 1930년                | 1,568,662 |       | 57.9%  |
| 1940년                | 1,623,452 |       | 3.5%   |
| 1950년                | 1,849,568 |       | 13.9%  |
| 1960년                | 1,670,144 |       | −9.7%  |
| 1970년                | 1,514,063 |       | −9.3%  |
| 1980년                | 1,203,368 |       | −20.5% |
| 1990년                | 1,027,974 |       | −14.6% |
| 2000년                | 951,270   |       | −7.5%  |
| 2010년                | 713,777   |       | −25.0% |
| 2019 (추산)           | 670,031   | [ 6 ] | −6.1%  |
| U.S. Decennial Census |           |       |        |

아프리카계 미국인이 인구의 80% 이상을 차지하고, 영국계, 아일랜드계, 독일계, 이탈리아계, 폴란드계의 주민들도 산다. 미국에서 큰 아랍인 공동체 도시이기도 하다.

## 경제

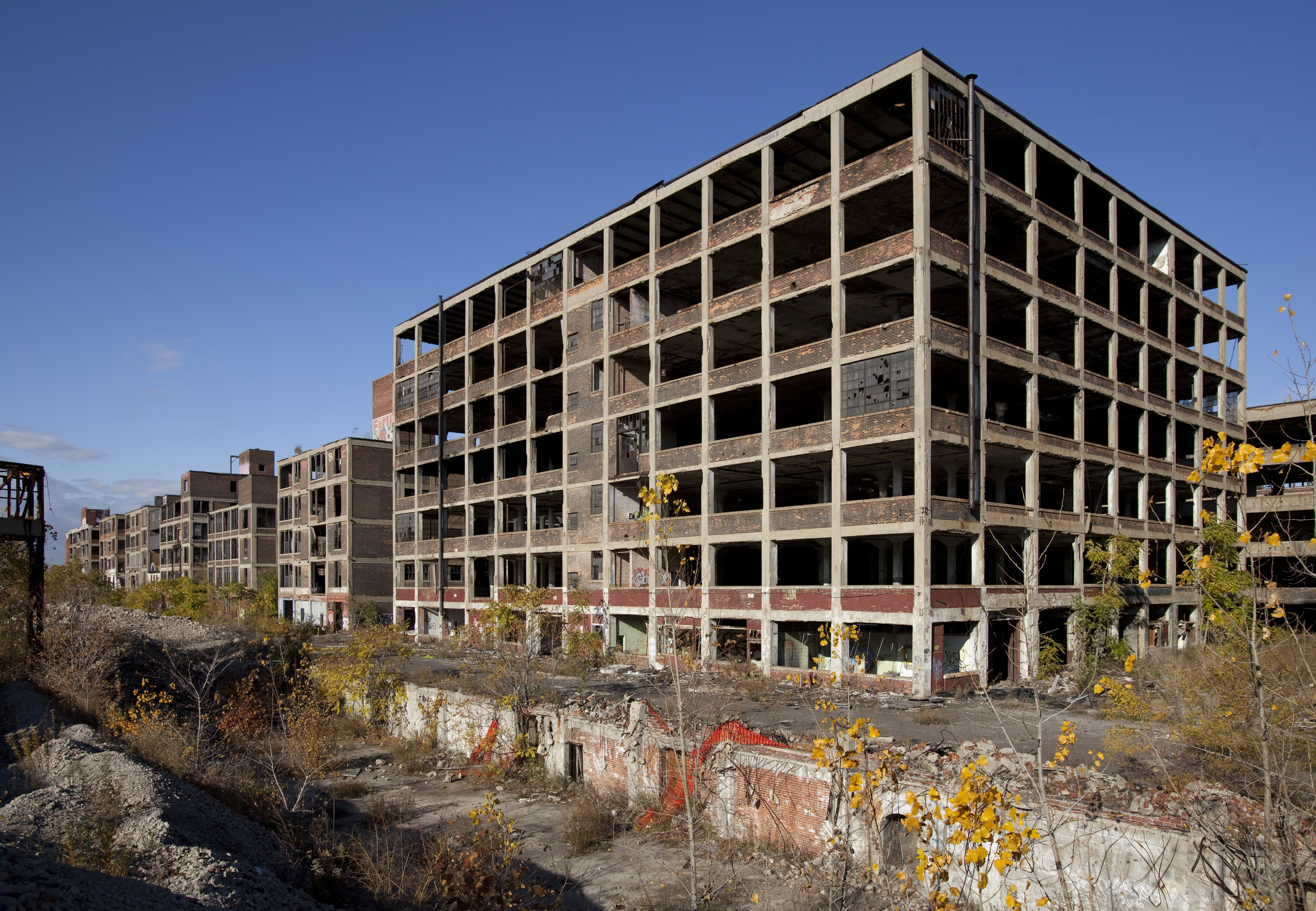
디트로이트의 버려진 자동차 공장

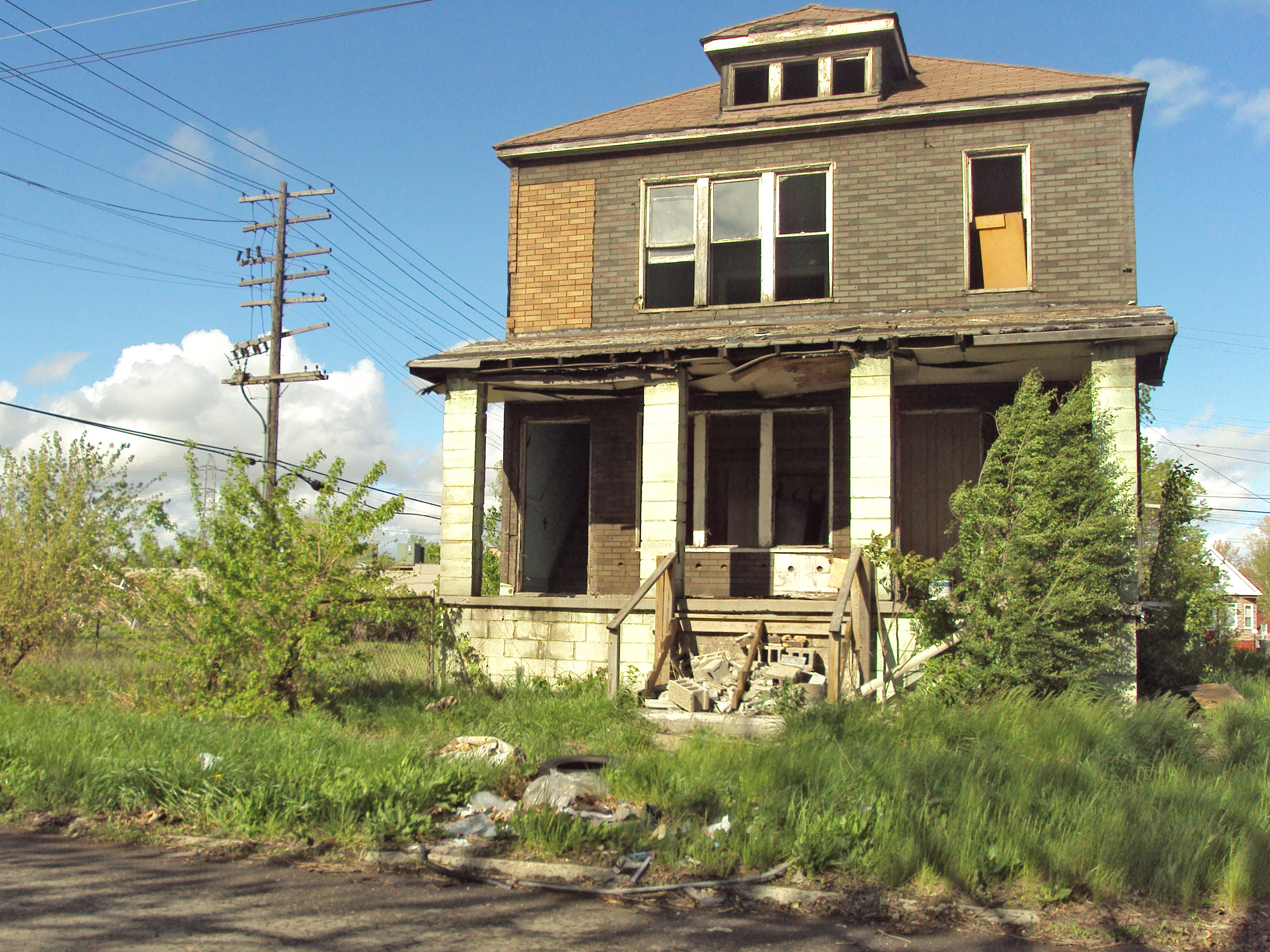
버려진 주택의 한 모습

디트로이트는 경제 바탕인 자동차 공업의 몰락으로 20조 2600원에 해당하는 약 180억 달러 규모의 빚을 안고 2013년 디트로이트 시 자체에서 파산을 신청하였다.

### 제조업
디트로이트의 메트로폴리탄 지역에 있는 수천개의 공장들은 해마다 제품 품질의 1조 달러를 생산한다. 메트로폴리탄 지역의 근로자들의 큰 퍼센트는 제조업에 고용되었다. 자동차 공업은 멀리서 가장 큰 고용주이다.
디트로이트는 사무용 기계, 화학품, 금속 기구류, 납공업 고정물 등을 생산하는 데 미국에서 으뜸가는 도시로서 랭킹에 들어와있다. 미국에서 제일 큰 암염 산지 중의 하나가 도시의 아래에 놓여있다.
제조업은 디트로이트에 번창을 가져왔으나 도시의 많은 공장들은 문제들을 만들었다. 예를 들어 디트로이트는 보통 국가 경제에서 주요 폭락이 일어나는 동안에 고통을 받은 첫 도시들 중의 하나이다. 자동차 생산에서의 하락이 수천명의 디트로이트 근로자들에 곤란을 일으켰다. 추가로 장기적 노동 파업, 특히 자동차 산업이 디트로이트의 경제에 타격을 줄 수 있다. 하지만, 지방 산업들과 지방자치제 정부들에 의한 주요 투자는 위대하게 공중과 수자원 공해를 줄였다.

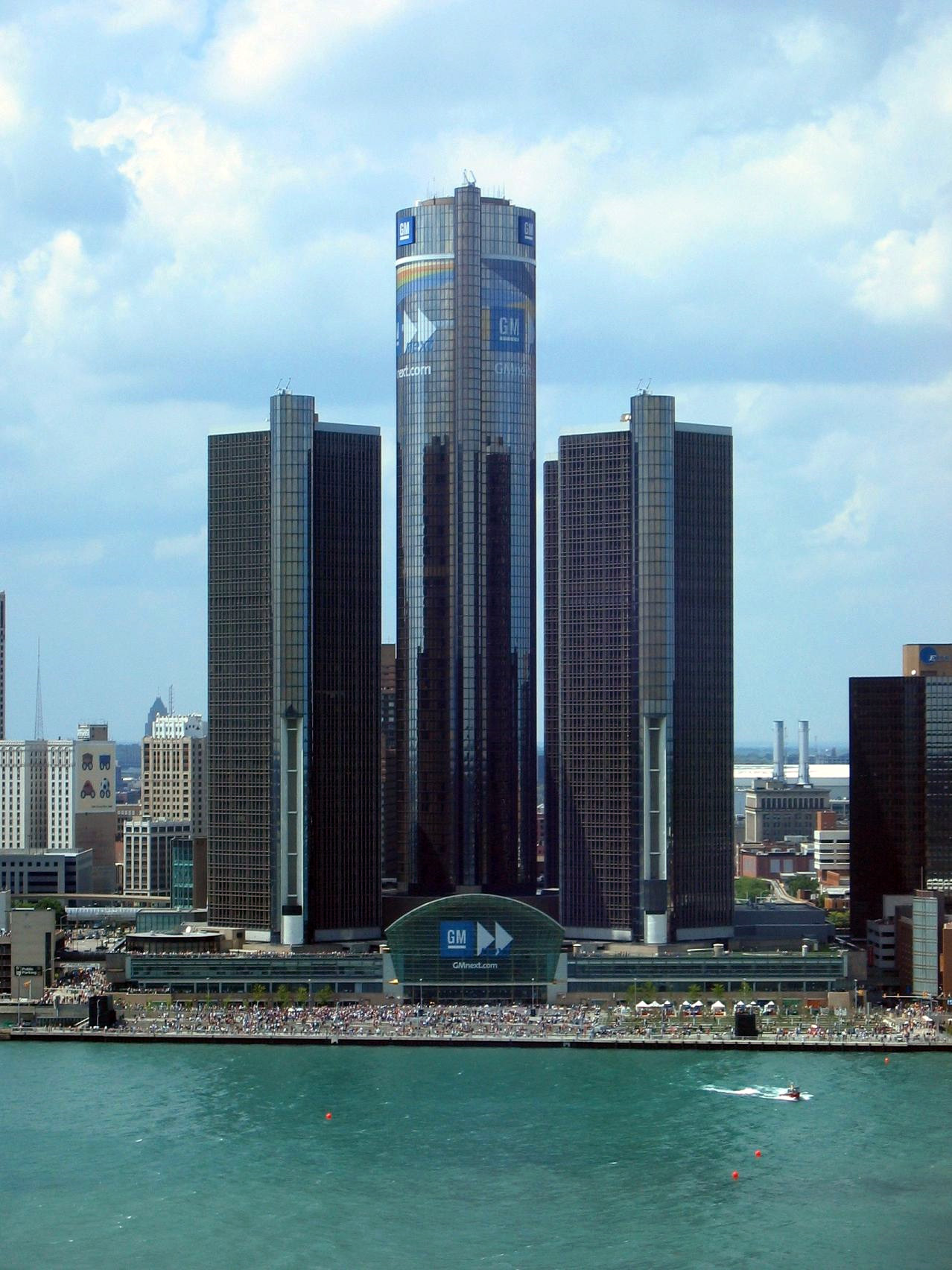
강 건너 캐나다 윈저에서 바라 본 르네상스 센터

### 해운
디트로이트는 미시간주의 가장 큰 항구이다. 도시 자체는 오대호의 동쪽과 서쪽 사이의 상업을 위한 문길이다. 1959년 세인트로렌스 수로의 개통이 디트로이트를 국제적 항구로 만들었다. 이 항로는 대서양으로부터 오대호로 들어오는 배들을 허락하였다.
디트로이트강은 세계에서 가장 바쁜 내륙 수로들 중의 하나이다. 매년 배들이 수백만 톤의 화물을 강에서 싣고 있다.

### 교통
도시에서 서쪽으로 18 마일(29km) 떨어져 있는 디트로이트 메트로폴리탄 웨인 카운티 공항은 디트로이트 지역을 위하여 항공 서비스를 마련한다. 승객을 위한 열차와 화물 열차를 위한 철도와 트럭 라인들도 도시에서 행하는 편이다. 고상한 철도 시스템인 디트로이트 피플 무버가 디트로이트의 중앙 비지니스 구역의 2.9 마일(4.7km) 고리를 만든다. 피플 무버는 호텔, 회의장, 쇼핑 지역과 사무실 건물로 연결된다. 디트로이트에는 주요 고속도로들과 연결되는 무료 고속 도로들의 75 마일(121km) 이상이 있다.

### 통신
디트로이트는 2개의 일간 신문 - 디트로이트 프리 프레스와 디트로이트 뉴스가 있다. 1920년 디트로이트에서 방송을 시작한 WWJ 방송국은 미국에서 첫 상업적 라디오 방송국들 중의 하나였다.

## 스포츠

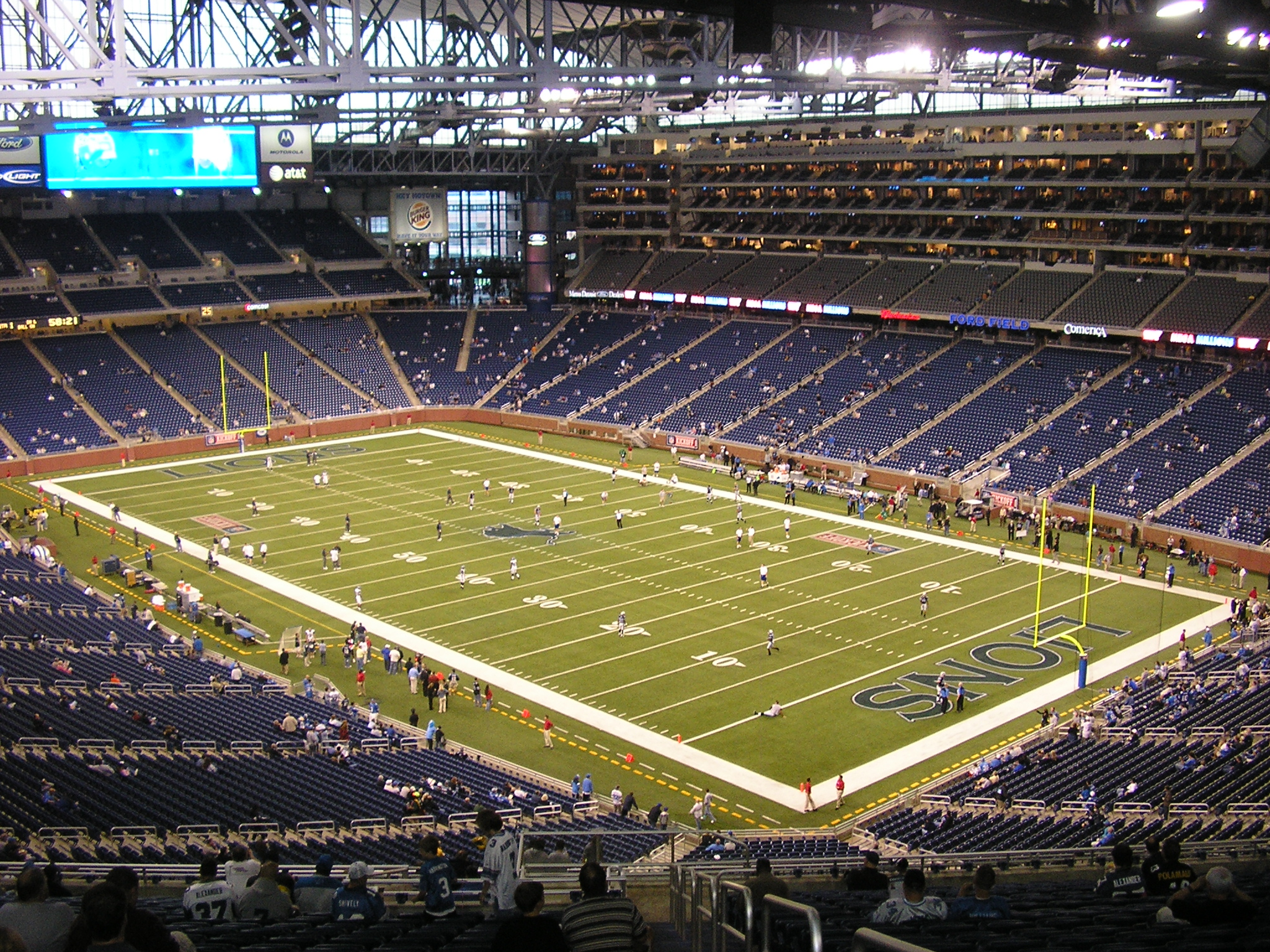
디트로이트 라이온스의 연고지 포드 필드

디트로이트는 미국의 13개의 광역도시 중 하나로, 북아메리카의 4개의 주요한 프로 선수단이 이 곳에 연고지로 두고 있다. 이 선수단들은 모두가 디트로이트 시 안에서 경기를 치른다. 디트로이트에는 4곳의 주요 스포츠 경기장이 있다. 메이저 리그 베이스볼 팀인 디트로이트 타이거스의 연고지인 코메리카 파크,전미협구회의 디트로이트 피스톤스하키 리그의 디트로이트 레드 윙스의 연고지인 조 루이스 알 스포츠에서 중부 미국 컨퍼런스 안에 디트로이트의 중심부는 대학 리그 선수권 대회가 빈번히 열리는 지역이다. 반면 MAC 야구 토너먼트가 2000을 시작으로 클리블랜드로 영구적으로 이동함에 따라, MAC 축구 선수권 대회는 2004년 이후로 디트로이트의 포드 필드에서 열리며, 해마다 25,000명에서 30,000명의 관중을 끌어들인다.

## 교육

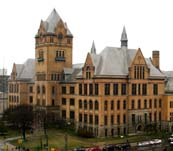
웨인 주립 대학교의 올드 메인(Old Main) 빌딩

- 웨인 주립 대학교
- 디트로이트 멀시 대학교
- 매리그르브 칼리지
- 웨인 카운티 커뮤니티 칼리지

## 역사

### 초기 정착
첫 유럽인들이 도착하기 전에 디트로이트 지방에는 와이언도트 인디언들이 살고 있었다. 1701년 앙투앤 드 라모트 카디약이 이끄는 프랑스인 정착자들이 디트로이트강의 북쪽 둑에 폰트샤트레인 요새를 세웠다. 요새는 주요 모피를 위한 교역소였다.
1760년 프렌치 인디언 전쟁이 일어나는 동안에 영국인들이 통제를 얻었다. 오타와 족의 추장 폰티악은 1763년 인디언의 요새 공격을 지도하였으나 요새를 포획하지 못하였다. 영국인들은 미국 독립 전쟁이 일어나는 동안에 1778년 대지에 러놀트 요새를 세웠다. 1783년 전쟁이 끝났으나 영국군은 미시간 지방에서 자신들의 가치있는 모피 교역을 지키려하고 1796년까지 러놀트 요새를 항복하기를 거부하였다. 존 프랜시스 햄트럼크 중령이 요새의 첫 미국인 사령관이 되었다. 또한 그해에는 둘러싸인 지역은 웨인 카운티라 불리었고 디트로이트는 군의 소재지가 되었다.

### 1800년대

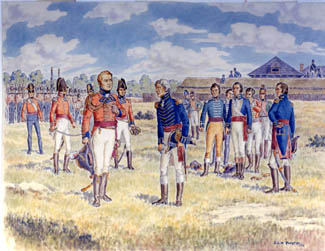
1812년 디트로이트 공성전

1802년에 디트로이트는 작은 타운으로 합병되었다. 1805년에 일어난 화재가 전체의 정착지를 파괴시켰다. 공동체의 재건에 사람들은 워싱턴 D. C.의 설계에 의하여 암시된 거리 계획을 따랐다.
1812년에 일어난 미영 전쟁 동안에 영국군이 도시를 포획하여 간단히 지니었다. 1815년 디트로이트는 도시로서 합병되었으며, 1837년부터 1847년까지 미시간주의 첫 주도로 있었다. 1825년에 완공된 이리 운하가 동부와 북서부 사이에 값이 싼 수로를 마련하였다. 뉴욕주와 뉴잉글랜드에서 온 수천명의 정착자들이 디트로이트로 이주하였으며, 도시는 상업의 중심지가 되었다.
1855년 수 운하가 미국-캐나다 국경에 완공되었고 오대호의 해운업이 늘어났다. 이 교통이 디트로이트에서 산업 번창에 보좌하였다. 당시 디트로이트는 주로 지역의 농산물을 위한 시장 중심지로 있었다.

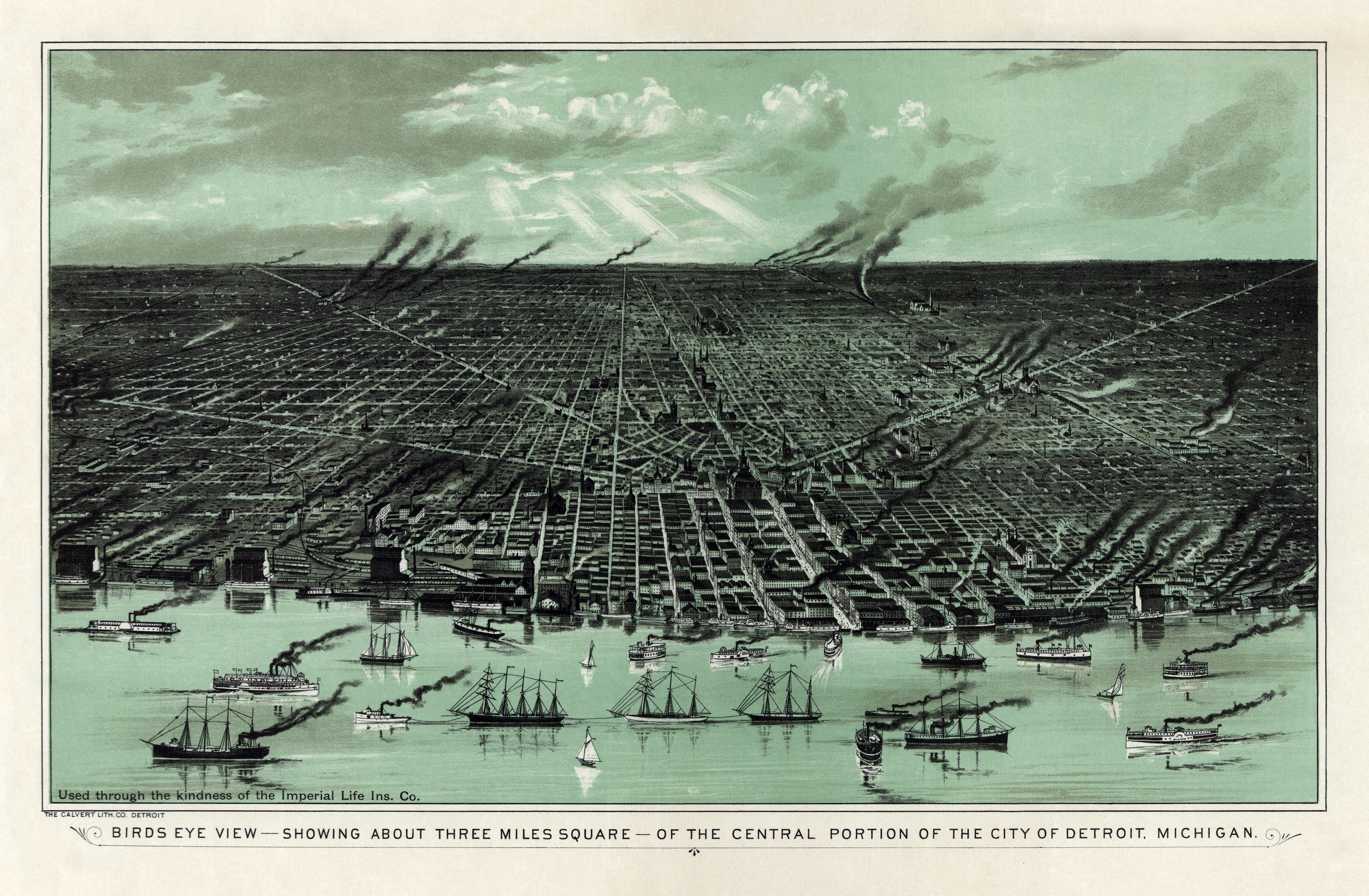
1889년 경의 디트로이트

1800년대 후반에 제조업이 도시의 주요한 산업이 되었으며, 1880년으로 봐서 디트로이트에는 900개 이상의 공장들이 있었다.

### 1900년대 초반
1900년대 초반 동안에 발명가들의 단체가 도시를 미국의 자동차 산업의 중심지로 만드는 데 도움을 주었다. 그들은 헨리 포드, 존과 호러스 도지 등을 포함한다. 도시가 큰 노동 공급을 가진 이유로 디트로이트에서 산업은 빠르게 번창하였다. 추가로 내륙과 호수의 길들이 디트로이트로 원료를 가져오는 데 싸고 쉽게 만들었다.

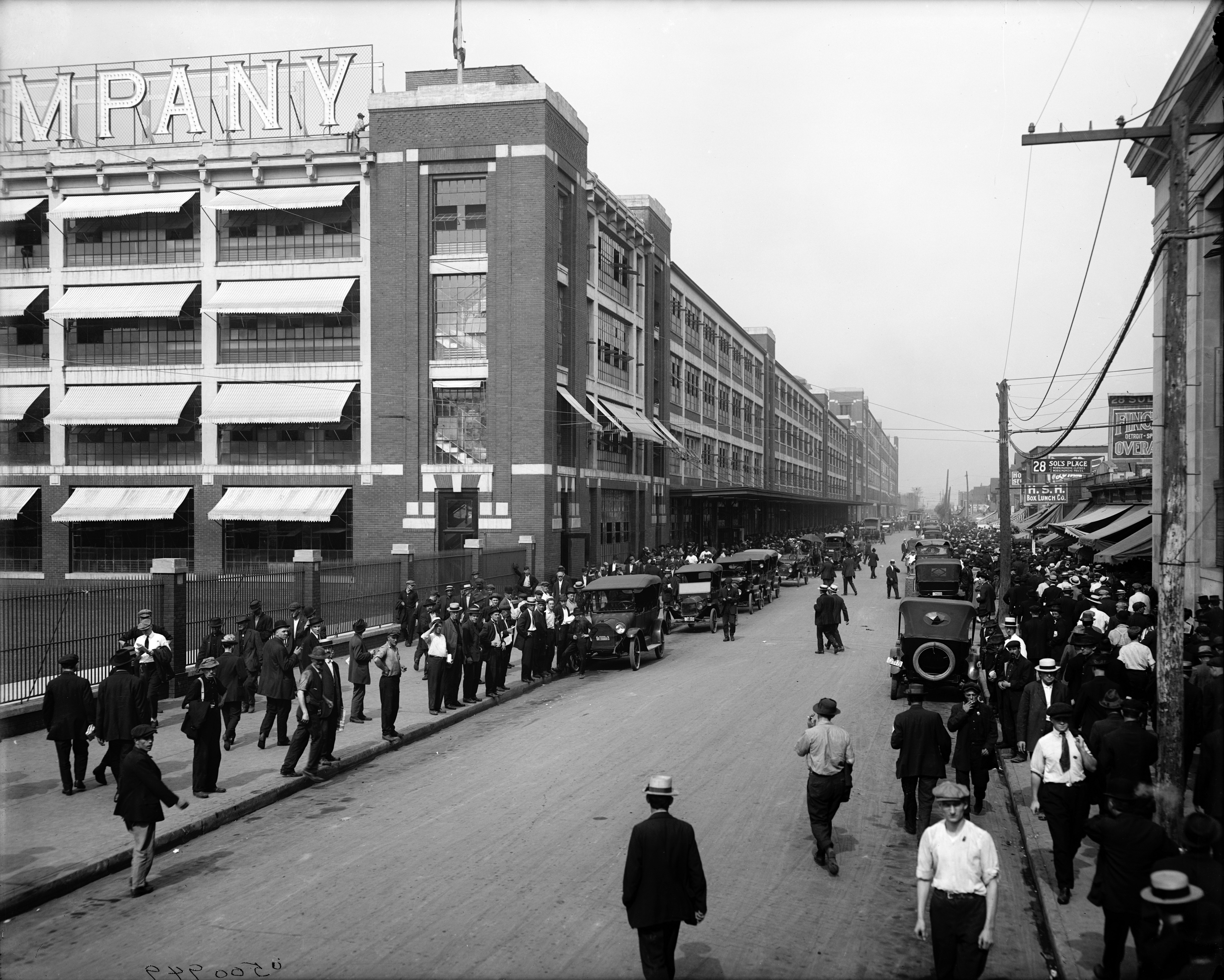
1910년대 하일랜드 파크에 있는 포드 자동차 공장에서 오후 4시 경의 교대 시간

제1차 세계 대전이 일어나는 동안에 디트로이트는 연합국을 위하여 비행기 모터, 장갑차와 트럭을 생산하였다. 1930년대에는 대공황으로 인하여 도시는 무직이 넓게 퍼졌다. 1935년 전국 자동차 노동조합이 디트로이트에서 결성되었다. 1937년 전국 자동차 노동조합의 동맹 파업이 제네럴 모터스사가 조합을 인정하고 미국 노동 운동을 강하게 하는 원인을 가져왔다.

### 1900년대 중반
제2차 세계 대전이 일어나는 동안에 디트로이트의 자동차 공장들은 지프, 대포 등을 포함하 군사 제품들의 제조로 바꾸었다. 전쟁은 디트로이트에서 수천개의 직업들을 창조하였다. 남부에서 온 아프리카계 미국인들의 대다수를 포함하여 미국의 다른 지역에서 온 사람들이 도시에 직업을 구하러 들어왔다. 도시의 백인과 흑인 사이의 직업과 주택에 경쟁은 1943년 인종 폭동으로 이끌었다. 34명이 사망하고 1,000명 이상이 부상을 당하였다.
1950년으로 봐서 디트로이트의 인구는 1,849,568명에 도달하였다. 도시는 미국에서 5번째로 가장 큰 랭킹에 들어왔다. 인구의 빠른 번창이 몇몇의 문제를 일으켰다. 학교들이 꽉차고 범죄가 늘고 인종적 관계가 더욱 팽팽해졌다.
1950년대와 1960년대에 디트로이트는 많은 도시 부흥 계획을 시작하였다. 17개의 지역들에서 슬럼들이 제거되고 도시는 9개의 크고 낮은 전세 주택 개발과 의료소들을 세웠다. 1억 600만 달러의 도심이 호안 지역에 지어졌다.
1950년대에는 외곽에 사는 경향이 개발되었다. 수천명의 유럽계 시민들이 디트로이트에서 새롭게 개발된 도시의 외부로 이주하였다.
1967년 7월 아프리카계 미국인 구역에서 폭동이 일어났다. 폭동자들은 건물들을 불태우고, 상점들을 약탈하거나 경찰과 소방관을 총쏘았다. 육군의 방위군이 진압하였는 데, 1주간 지속된 이 폭동은 43명이 사망하고 2억 5,000만 달러의 재산들이 손해를 입었다. 이 폭동 후에 인종적 긴장을 쉽게 하고 흑인들을 위한 교육, 주택과 직업 기회를 향상시키는 도움을 주는 데 많은 시민 조직들이 이루어졌다.

### 1900년대 후반

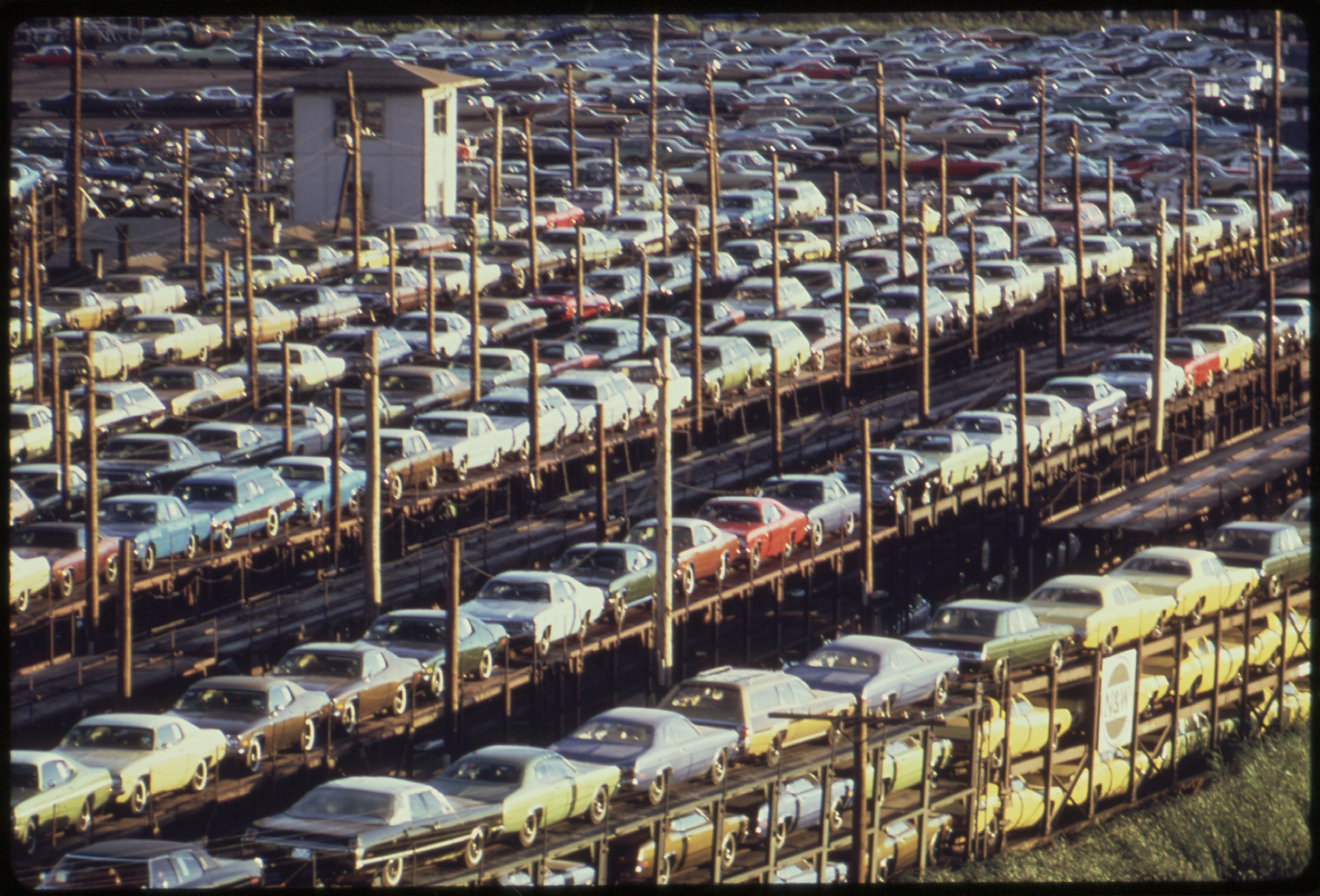
1973년 기차에 실린 새 자동차들

1973년 콜먼 영이 도시의 첫 아프리카계 미국인 시장이 되어 1993년까지 그 직을 지내왔다. 미국 역사상 큰 부흥 프로젝트들 중의 하나인 르네상스 센터가 1977년 강변에 있는 다운타운에 개장되었다. 3억 4천만 달러의 프로젝트는 최고층 사무 건물과 몇몇의 쇼핑몰 등을 포함하였다. 1996년 컴플렉스는 제네랄 모터스의 세계 본부가 되었다. 1990년대 초반에 20년간의 쓰라린 토론 끝에 디트로이트는 카지노 도박에 찬성하는 데 투표하였다.
1900년대 후반 동안에 디트로이트의 자동차 산업이 쇠퇴의 기간과 회복 기간들을 경험하였다. 쇠퇴는 도시 경제에 곤란을 일으켰다.

### 21세기

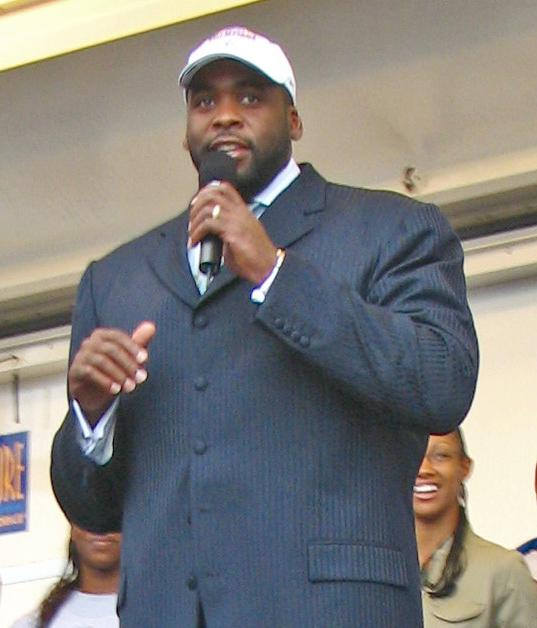
콰메 킬패트릭 전 시장

2001년 디트로이트는 창립 300주년을 맞이하였다. 300년 축제들과 프로그램들이 한해를 통하여 제공되었다.
2008년 3월 웨인 카운티의 검사들은 디트로이트의 시장 콰메 킬패트릭을 위증, 정의의 지장, 공무원 위법 행위와 함께 고발하였다. 9월에 킬패트릭은 2개의 정의 지장에 유죄를 선고받았고, 시장직으로부터 사임하여 디트로이트의 도시에 손해 배상으로 100만 달러를 내는 데 동의되었다. 시의회의 회장 케네스 V 코크렐이 9월 후순에 시장으로 인계하였다. 2009년 전 디트로이트 피스턴스의 농구 선수 데이브 빙이 킬패트릭의 시장으로서 마지막 8개월을 채우는 데 특별 선거를 이겼다.
또한 그해에는 자동차 회사 제네럴 모터스와 크라이슬러사가 디트로이트에서 주요 운영들과 함께 파산 보호를 위한 기록되었다. 연방 정부가 어떤 운영들을 인수하였다.
2014년 디트로이트는 파산 선언을 하였으며, 같은 해 아일랜드계 마이크 더건이 임기를 시작하였고(2013년 당선), 4년 뒤인 2017년에 재선되었다.

## 기후
| 디트로이트 (디트로이트 메트로 공항)의 기후                                                     | 디트로이트 (디트로이트 메트로 공항)의 기후 | 디트로이트 (디트로이트 메트로 공항)의 기후 | 디트로이트 (디트로이트 메트로 공항)의 기후 | 디트로이트 (디트로이트 메트로 공항)의 기후 | 디트로이트 (디트로이트 메트로 공항)의 기후 | 디트로이트 (디트로이트 메트로 공항)의 기후 | 디트로이트 (디트로이트 메트로 공항)의 기후 | 디트로이트 (디트로이트 메트로 공항)의 기후 | 디트로이트 (디트로이트 메트로 공항)의 기후 | 디트로이트 (디트로이트 메트로 공항)의 기후 | 디트로이트 (디트로이트 메트로 공항)의 기후 | 디트로이트 (디트로이트 메트로 공항)의 기후 | 디트로이트 (디트로이트 메트로 공항)의 기후 |
| 월                                                                                             | 1월                                        | 2월                                        | 3월                                        | 4월                                        | 5월                                        | 6월                                        | 7월                                        | 8월                                        | 9월                                        | 10월                                       | 11월                                       | 12월                                       | 연간                                       |
| ---------------------------------------------------------------------------------------------- | ------------------------------------------ | ------------------------------------------ | ------------------------------------------ | ------------------------------------------ | ------------------------------------------ | ------------------------------------------ | ------------------------------------------ | ------------------------------------------ | ------------------------------------------ | ------------------------------------------ | ------------------------------------------ | ------------------------------------------ | ------------------------------------------ |
| 역대 최고 기온 °C (°F)                                                                         | 19 (67)                                    | 21 (70)                                    | 30 (86)                                    | 32 (89)                                    | 35 (95)                                    | 40 (104)                                   | 41 (105)                                   | 40 (104)                                   | 38 (100)                                   | 33 (92)                                    | 27 (81)                                    | 21 (69)                                    | 41 (105)                                   |
| 일평균 최고 기온 °C (°F)                                                                       | 0.2 (32.3)                                 | 1.8 (35.2)                                 | 7.7 (45.9)                                 | 14.8 (58.7)                                | 21.3 (70.3)                                | 26.5 (79.7)                                | 28.7 (83.7)                                | 27.4 (81.4)                                | 23.6 (74.4)                                | 16.7 (62.0)                                | 9.2 (48.6)                                 | 2.9 (37.2)                                 | 15.1 (59.1)                                |
| 일일 평균 기온 °C (°F)                                                                         | −3.4 (25.8)                                | −2.2 (28.0)                                | 2.9 (37.2)                                 | 9.4 (48.9)                                 | 15.7 (60.3)                                | 21.1 (69.9)                                | 23.4 (74.1)                                | 22.4 (72.3)                                | 18.3 (64.9)                                | 11.7 (53.0)                                | 5.1 (41.2)                                 | −0.4 (31.3)                                | 10.3 (50.6)                                |
| 일평균 최저 기온 °C (°F)                                                                       | −7.1 (19.2)                                | −6.2 (20.8)                                | −1.9 (28.6)                                | 3.9 (39.1)                                 | 10.1 (50.2)                                | 15.7 (60.2)                                | 18.0 (64.4)                                | 17.3 (63.2)                                | 13.1 (55.5)                                | 6.7 (44.0)                                 | 1.1 (33.9)                                 | −3.7 (25.3)                                | 5.6 (42.0)                                 |
| 역대 최저 기온 °C (°F)                                                                         | −29 (−21)                                  | −29 (−20)                                  | −20 (−4)                                   | −13 (8)                                    | −4 (25)                                    | 2 (36)                                     | 6 (42)                                     | 3 (38)                                     | −2 (29)                                    | −8 (17)                                    | −18 (0)                                    | −24 (−11)                                  | −29 (−21)                                  |
| 평균 강수량 mm (인치)                                                                          | 57 (2.23)                                  | 53 (2.08)                                  | 62 (2.43)                                  | 83 (3.26)                                  | 94 (3.72)                                  | 83 (3.26)                                  | 89 (3.51)                                  | 83 (3.26)                                  | 82 (3.22)                                  | 64 (2.53)                                  | 65 (2.57)                                  | 57 (2.25)                                  | 872 (34.32)                                |
| 평균 강설량 cm (인치)                                                                          | 36 (14.0)                                  | 32 (12.5)                                  | 16 (6.2)                                   | 3.8 (1.5)                                  | 0.0 (0.0)                                  | 0.0 (0.0)                                  | 0.0 (0.0)                                  | 0.0 (0.0)                                  | 0.0 (0.0)                                  | 0.0 (0.0)                                  | 4.8 (1.9)                                  | 23 (8.9)                                   | 114 (45.0)                                 |
| 평균 강수일수 (≥ 0.01 인치)                                                                    | 13.4                                       | 11.0                                       | 11.1                                       | 12.5                                       | 12.9                                       | 10.7                                       | 10.5                                       | 9.7                                        | 9.5                                        | 10.6                                       | 11.0                                       | 13.1                                       | 136.0                                      |
| 평균 강설일수 (≥ 0.1 인치)                                                                     | 10.7                                       | 9.2                                        | 5.3                                        | 1.5                                        | 0.1                                        | 0.0                                        | 0.0                                        | 0.0                                        | 0.0                                        | 0.2                                        | 2.6                                        | 8.0                                        | 37.6                                       |
| 평균 상대 습도 (%)                                                                             | 74.7                                       | 72.5                                       | 70.0                                       | 66.0                                       | 65.3                                       | 67.3                                       | 68.5                                       | 71.5                                       | 73.4                                       | 71.6                                       | 74.6                                       | 76.7                                       | 71.0                                       |
| 평균 월간 일조시간                                                                             | 119.9                                      | 138.3                                      | 184.9                                      | 217.0                                      | 275.9                                      | 301.8                                      | 317.0                                      | 283.5                                      | 227.6                                      | 176.0                                      | 106.3                                      | 87.7                                       | 2,435.9                                    |
| 가능 일조율                                                                                    | 41                                         | 47                                         | 50                                         | 54                                         | 61                                         | 66                                         | 69                                         | 66                                         | 61                                         | 51                                         | 36                                         | 31                                         | 55                                         |
| 출처: 미국 해양대기청 (평년값: 1991년~2020년, 극값: 1874년~현재, 상대습도/일조: 1961년~1990년) |                                            |                                            |                                            |                                            |                                            |                                            |                                            |                                            |                                            |                                            |                                            |                                            |                                            |

## 자매 도시
- 경기도 동두천시
- 아랍에미리트 두바이
- 이탈리아 토리노
- 잠비아 키트웨
- 벨라루스 민스크
- 대한민국 진도군
- 중화인민공화국 충칭시

## 같이 보기
- 제너럴 모터스
- 포드 자동차 회사